# Boujan-sur-Libron
Boujan-sur-Libron (okzitanisch Bojan) ist ein südfranzösischer Ort eine Gemeinde mit 3.536 Einwohnern (Stand: 1. Januar 2022) im Département Hérault in der Region Okzitanien.

## Lage und Klima
Der Ort Boujan-sur-Libron liegt auf dem Südufer des Flüsschens Libron knapp 5 km nordöstlich der Großstadt Béziers in einer Höhe von nur etwa 50 m. Das in hohem Maße vom Mittelmeer beeinflusste Klima ist mild bis warm; Regen (ca. 650 mm/Jahr) fällt überwiegend im Winterhalbjahr.

## Bevölkerungsentwicklung
| Jahr                      | 1800 | 1851 | 1901 | 1954 | 1999 | 2018 |
| Einwohner                 | 506  | 729  | 1181 | 1123 | 2627 | 3387 |
| Quelle: Cassini und INSEE |      |      |      |      |      |      |

Aufgrund der relativen Nähe zur Großstadt Béziers und den auf dem Lande deutlich niedrigeren Immobilienpreisen ist in den letzten Jahrzehnten ein deutlicher Anstieg der Bevölkerungszahlen zu verzeichnen.

## Wirtschaft
Früher wurden Feldwirtschaft und Weinbau zur Selbstversorgung, aber auch schon für den Export betrieben. Heute arbeiten die meisten Bewohner des Ortes in Beziers.

## Geschichte
Auf dem Gemeindegebiet wurden drei vorgeschichtliche Fundplätze mit Feuerstein-Werkzeugen entdeckt. Auch Römer und Westgoten waren hier und um das Jahr 720 kamen auch arabisch-maurische Heereseinheiten, die jedoch in der Mitte des 8. Jahrhunderts wieder vertrieben wurden. Im 10. Jahrhundert befand sich das Gebiet im Besitz der Vizegrafen von Beziers und Agde. Später stellten auch die Grafen von Toulouse Besitzansprüche. Im ausgehenden 12. und beginnenden 13. Jahrhundert entwickelte sich die „Ketzerei“ der Albigenser, der die Amtskirche mit einem Kreuzzug entgegentrat, was letztlich dazu führte, dass das Gebiet um Beziers in den Besitz der Krone kam. Im 16. Jahrhundert verbreitete sich die „Ketzerei“ der Hugenotten; dies führte – nach dem Widerruf des Edikts von Nantes im Jahr 1685 – zur Auswanderung einiger Familien aus Boujan führte.

## Sehenswürdigkeiten
- Der alte Ortskern ist in Form einer Circulade angelegt, d. h. rund und mit eng aneinander gebauten Häusern.
- Die Kirche Saint-Étienne wurde im 11. Jahrhundert anstelle einer westgotischen Kapelle errichtet. Später zerstört, wurde sie im 13. und – nach erneuter Zerstörung – im 14. Jahrhundert wieder aufgebaut. Der Glockenturm (clocher) stammt erst aus der Mitte des 17. Jahrhunderts; sein Schlussstein trägt die Jahreszahl 1666. Die Turmspitze wird gebildet von einem kleinen Glockenkäfig.
- Die am Ortsausgang gelegene Prioratskirche Saint Marcel entstand über einem galloromanischen Landgut (villa rustica).

## Persönlichkeiten
- Marie-Jean-Célestin Douais (1848–1915), römisch-katholischer Priester, Historiker und Bischof des Bistums Beauvais